# Jean Jadot (senator)
Jean Marie Antoine Emmanuel Jadot (Marche-en-Famenne, 9 januari 1842 - 4 juni 1914) was een Belgisch senator.

## Levensloop
Jean Jadot was notaris in Marche-en-Famenne. Hij werd verkozen tot provincieraadslid voor Luxemburg (1868-1892). 
In 1910 werd hij liberaal senator voor het arrondissement Aarlen en vervulde dit mandaat tot in 1912.